# Улица Барборос Радвилайтес
У́лица Барбо́рос Радвила́йтес (лит. Barboros Radvilaitės g., в период между мировыми войнами Крулевская, пол. ulica Królewska, до Первой мировой войны рус. улица Королевская, в советское время Пионерю, лит. Pionierių g.) — улица в Старом городе Вильнюса. Пролегает от улицы Пилес (Замковой, в советское время улица Горького) до улицы Майронё (в советское время улица «Тесос») вдоль парка у подножия Замковой горы к парку Серейкишкис (в советское время — Сад молодёжи).

## Характеристика

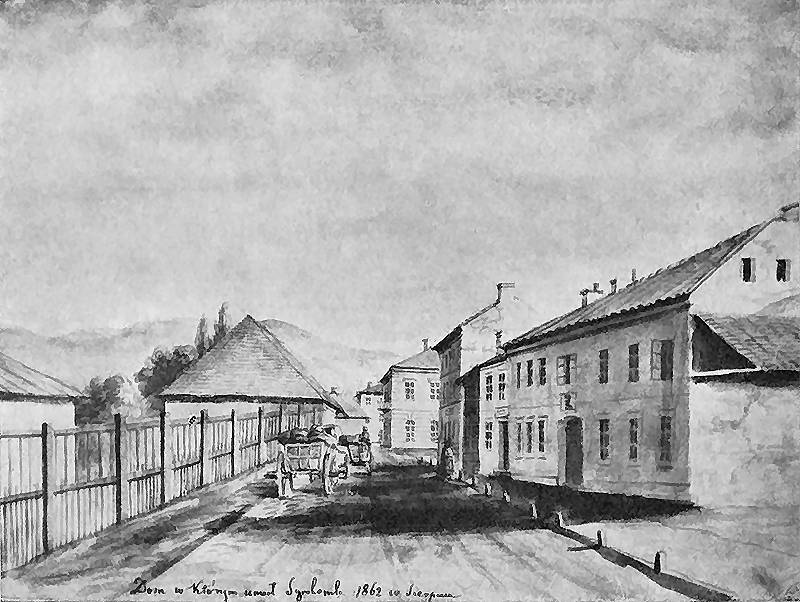
Наполеон Орда. Дом, в котором умер Сырокомля

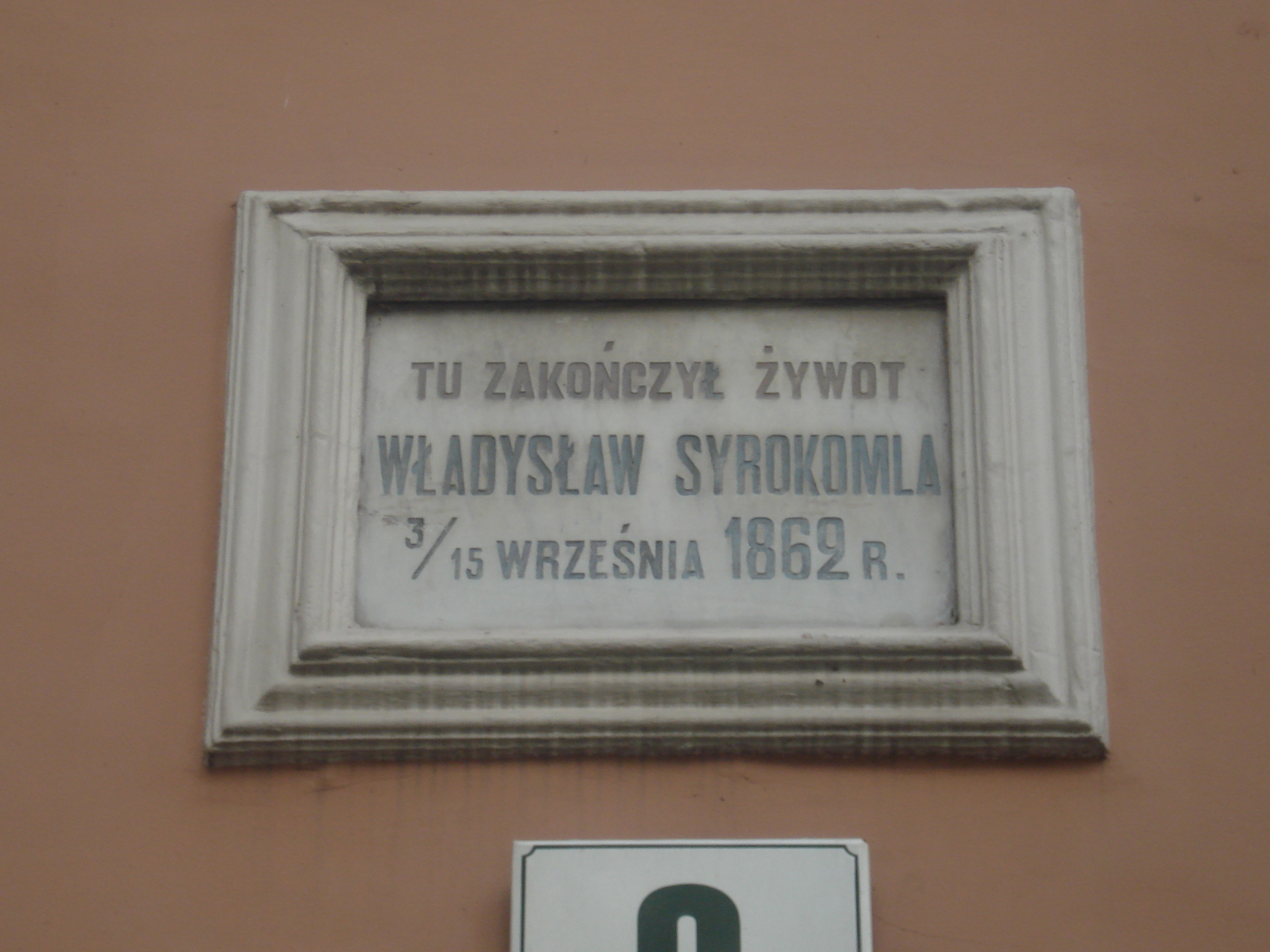
«Здесь закончил жизнь Владислав Сырокомля 3/15 сентября 1862 года»

Носит имя Варвары Радзивилл. Прежде были застроены обе стороны улицы, ныне дома стоят только с южной стороны. Проезжая часть заасфальтирована. Улица относительно короткая (около 280 м), нумерация домов не превышает девяти и начинается от улицы Пилес.
В угловом перестроенном и модернизированном здании располагается отделение банка „Swedbank“. 
В доме под номером 3 (Barboros Radvilaitės g. 3) 3 (15) сентября 1862 года умер поэт Владислав Сырокомля, о чём гласит мемориальная таблица на польском языке над воротами здания. Это двухэтажное здание, как и соседнее, сохранило свой облик не изменившимся с первой половины XIX века. Трёхэтажное здание с классицистским фасадом на углу с ведущей направо улицей Шилтадаржё, заканчивающейся на пересечении с улицей Бернардину, в XVIII веке принадлежало Черновским (Barboros Radvilaitės g. 5). Двухэтажный дом на другой стороне улицей Шилтадаржё (Barboros Radvilaitės g. 7) в XVIII веке принадлежал канонику Родкевичу.
В доме № 8, рядом с Садом молодёжи, в 1958 году была основана Вильнюсская студия звукозаписи (лит. Vilniaus plokštelių studijai), ставшая в середине 1960-х студией грамзаписи Всесоюзной фирмы грампластинок «Мелодия».
В трёхэтажном угловом доме № 9 с эклектическим фасадом, построенном в конце XIX века (Barboros Radvilaitės), в послевоенные годы располагалась редакция коммунистической газеты «Теса» (Tiesa).